# Distretto di Garian
Il distretto di Garian (in arabo شعبية غريان) è stato uno dei 32 distretti della Libia; con la riforma del 2007 è entrato a far parte del distretto di al-Jabal al-Gharbi.
Si trovava nel nord-ovest del paese, nella regione storica della Tripolitania.
Garian confinava con i seguenti distretti:
- Distretto di Gefara a nord;
- Tarhuna e Msallata a est;
- Bani Walid a sud-est;
- Mizdah a sud:
- Iefren a ovest